# 피니시 (선박)

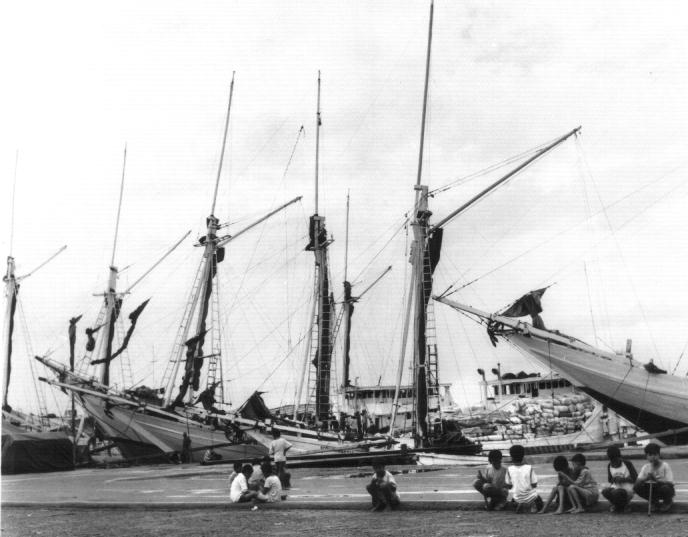
마카사르의 항구에 정박해 있는 피니시

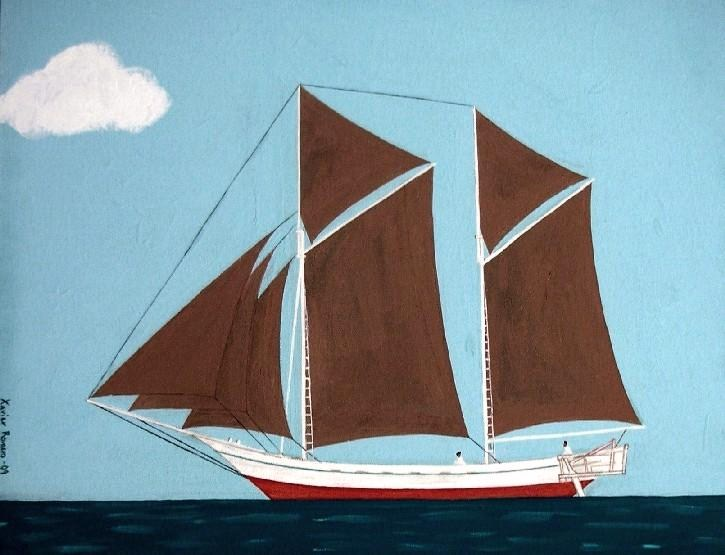
람보형 피니시

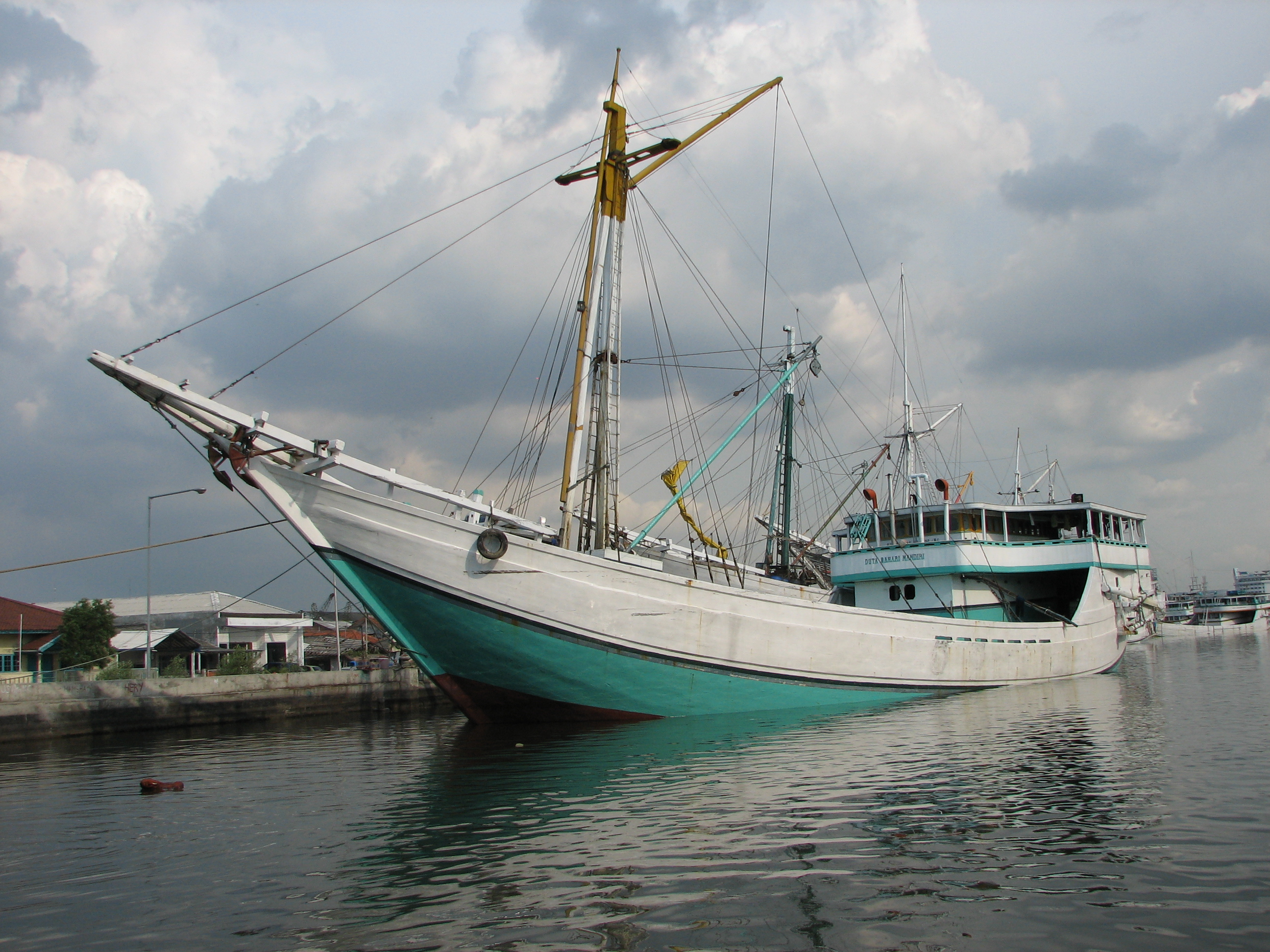
기계화된 람보형 피니시

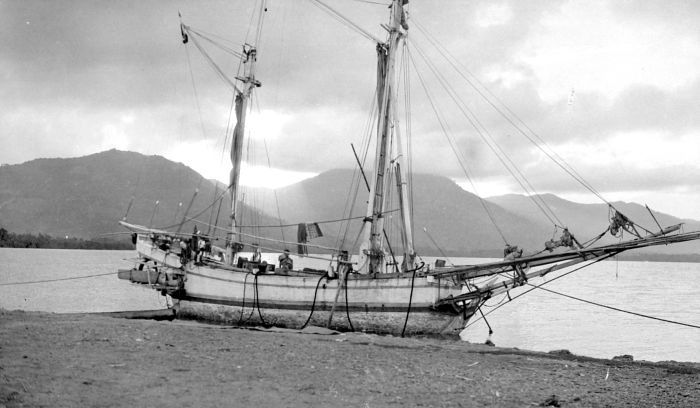
바닷가에 있는 팔라리형 피니시

피니시(인도네시아어: Pinisi)는 현재 인도네시아가 위치한 군도 지역, 특히 술라웨시섬 지역에서 전통적으로 건조, 이용되던 범선의 일종이다. 주로 술라웨시섬 남부에서 건조되었고, 마카사르 등지에서 활발히 이용되었다.
피니시는 1600년 전후 네덜란드 동인도회사가 이 지역에 가져온 피나스(네덜란드어: pinas, 영어: pinnace)를 본따 처음으로 만들어졌다고 전해진다. 초기의 피니시는 라틴 돛 등의 돛을 사용했을 것으로 추측된다.

## 종류
피니시에는 크게 다음과 같은 두 가지 종류가 있다.
- 람보(Lambo) : 긴 선체와 곧은 선미의 피니시이다. 기계화된 형태(PLM)로 현재까지도 운용되고 있다.
- 팔라리(Palari) : 고전적인 피니시이다. 보통 람보보다 작다.

## 개괄
피니시의 선체는 다우와 비슷하나, 종범 장치가 있다는 점에서는 유럽의 스쿠너와 비슷하다. 앞돛대가 보다 크다는 점에서는 케치와도 닮았다고 할 수 있다.
커다란 주돛은 유럽식의 개프 범장 스타일과는 차별화된 구조인데, 피니시는 하활이 없는 경우가 많고 돛을 개프와 함께 내리지 않기 때문이다. 이렇게 하는 대신 돛은 돛대 쪽으로 커튼처럼 축범되므로, 항구에서 개프를 갑판 크레인으로 쓸 수 있게 된다. 돛대의 낮은 부분은 삼각대처럼 3극으로 만들거나 2극으로 만든다.
선체의 길이는 20에서 35 미터 정도이며, 이에 따라 대략 200-400 톤 정도이다. 돛대는 갑판에서 30 미터 정도까지 뻗는다.

## 같이 보기
- 통캉

## 참고 자료
- G. Adrian Horridge, The Konjo boatbuilders and the Bugis Prahus of south Sulawesi, National Maritime Museum, London 1979.